# Fiat Impresit
Fiat Impresit S.p.A. était une entreprise italienne d'ingénierie et de travaux publics. C'était la filiale spécialisée de Fiat Group qui a construit la quasi-totalité des usines du groupe Fiat dans le monde. En 1959, l'union des principales entreprises italiennes de génie-civil, Impresit, Girola et Lodigiani forme le groupement Impregilo pour tous les chantiers à l'étranger. Après la fusion avec son concurrent Cogefar en 1989, elle est renommée Cogefar-Impresit puis, en 1994, lors de l'intégration d'Impresit-Girola-Lodigiani SpA, la société est renommée Impregilo S.p.A.. En 2014, elle fusionne avec Salini Costruzioni SpA et devient Salini Impregilo. Après la reprise de l'entreprise Astaldi SpA, le groupe est nommé Webuild en 2020.

## Histoire

### Origine (1929-1935)
Le 1er août 1929, trois grandes banques italiennes, Credito Italiano, Banco di Roma et Banca Nazionale di Credito s'associent pour fonder une entreprise de travaux publics, Imprese Italiane all'Estero - Impresit SpA. Le Conseil d'administration respectait un strict équilibre entre les représentants des trois banques mais deux personnalités dominaient : Antonio Stefano Benni, Président du Banco di Roma et fondateur de la Confindustria, et Alberto Pirelli, vice-Président du Credito italiano depuis 1904. Ils partageaient une même vision voyant, dans l'expansion à l'étranger, une évolution fructueuse pour les affaires de leurs banques et favorisaient l'activité renaissante des travaux publics à l'étranger. Le secteur de la construction offrait un débouché pour les entreprises italiennes et à d'importantes exportations de machines et de technologies italiennes.
Dès sa création, Impresit étudie un très grand nombre de projets en France, Bulgarie, Grèce, Roumanie, Yougoslavie et même au Brésil. Ce sera en Turquie qu'elle conclura sa première grande affaire, en mars 1930 avec l'acquisition des droits d'exploitation de plusieurs compagnies de production et transport d'électricité. Cette base lui permet à la fois d'exporter des équipements électriques italiens en Turquie mais surtout de constituer une tête de pont en direction de la Russie en prenant garde de ne pas entrer en opposition directe avec les entreprises bien en place, le groupe Volpi dans l'électricité et l'entreprise Puricelli dans le génie-civil, la plus grande entreprise italienne de travaux publics de l'époque. Avec le groupe Volpi, l'accord pris la forme d'une participation au capital des sociétés Iber et Galileo, deux sociétés opérant en Espagne et en Grèce contrôlées par le comte Volpi. Avec Puricelli, il fut simplement envisagé de créer des J-V. C'est à cette époque qu'ont été noués les premiers contacts avec l'entreprise Girola, spécialisée dans la construction de barrages et avec qui fut échafaudé un ambitieux programme de constructions portuaires et hydrauliques.
En 1931, la crise économique frappe le monde occidental et s'amplifie l'année suivante. Impresit doit revoir ses projets à la baisse. En janvier 1932, elle doit renoncer au contrat du barrage de Tafna en Algérie dont la construction est annulée ; il ne sera construit qu'en 1995 par l'entreprise Condotte d'Acqua. Elle se tourne alors vers les pays de l'Europe de l'Est et fonde, en 1931, une filiale en Roumanie, la Societàtea de Construccioni si Lucrari Technice. Les accords avec l'entreprise Puricelli sont interrompus après son rachat par la holding de l'État italien, l'Istituto per la Ricostruzione Industriale - IRI qui la renomme Italstrade.
La crise économique mondiale va bouleverser l'actionnariat d'Impresit. Le Credito Italiano prend le contrôle de la Banca nazionale di credito et devient le principal actionnaire d'Impresit et décide d'ouvrir le capital à de nouveaux investisseurs comme la Société Elettrofinanziaria, Edison, la Società Italiana per le Strade Ferrate del Mediterraneo, la Società Trentina di Elettricità et surtout FIAT SpA qui acquiert 12 % du capital en 1931.
Durant l'année 1933, la crise économique va précipiter l'évolution de la situation. Plusieurs grandes compagnies industrielles et banques italiennes sont reprises par l'IRI qui devient, en 1934, le principal actionnaire d'Impresit. En 1935, les dirigeants de la holding d'État décident de céder la société à l'IFI - Istituto Finanziario Italiano, la holding de la famille Agnelli, détentrice du groupe FIAT. Le groupe du sénateur Agnelli détenant 52 % du capital d'Impresit rachète les actions détenues par la Società Italiana per le Strate Ferrate del Mezzogiorno puis, en janvier 1936, celles d'Edison et de la Società Trentina di Elettricità. Au 1er février 1936, FIAT détient 100 % du capital d'Impresit SpA qui est renommée Fiat Impresit SpA.

### Fiat Impresit - Une activité tournée vers l'étranger
Durant les années 1930, l'entreprise Impresit connait une croissance extraordinaire de son chiffre d'affaires, liée à l'obtention de très importants contrats à l'étranger. Le taux de croissance annuel moyen du chiffre d'affaires d'Impresit (en dollars constants 1956) est :
| Fiat Impresit Évolution du chiffre d'affaires (en dollars constants 1956) |           |
| Période                                                                   | Variation |
| 1930-38                                                                   | + 35,4 %  |
| 1938-48                                                                   | - 3,1 %   |
| 1948-56                                                                   | + 11,3 %  |

La guerre impose une légère pause suivie d'une nette reprise de l'activité car, dès les années 1930, Impresit avait pris pied dans plusieurs pays et sur certains marchés étrangers. 

### Les années 1930: une référence majeure, le Transiranien
Les activités les plus importantes d'Impresit se portaient vers la Turquie, le Portugal et la France, surtout par croissance externe. En Turquie, Impresit rachète les mines de Marelli et les compagnies électriques de Marsina et Bursa à des entreprises françaises. Elle développe des réseaux de distribution pour importer du matériel électrique italien malgré les restrictions aux importations imposées par le gouvernement turc et la dévaluation de la Livre turque. Au Portugal, dès 1929, elle s'intéresse au réaménagement du port de Lisbonne, projet confié à la Sociedade Italo-Portuguesa de Construçoes et mené presque sans interruption de 1931 à 1935. Elle s'associe avec Siemens BauUnion (de) pour des travaux à Porto et Impresit s'implante durablement dans le pays, tout comme en France où, en mars 1932, elle crée une filiale Construction et Entreprises Générales avec un objectif ambitieux : profiter des opportunités offertes par la reconstruction et le marché colonial français. Les perspectives d'expansion se sont vite révélées limitées en raison du très fort impact de la crise économique, de la concurrence très agressive des entreprises locales et du blocage des entreprises étrangères exercé par les autorités sur les marchés publics.
Impresit ne va parvenir à asseoir sa réputation qu'avec la construction du chemin de fer transiranien. Au début de 1933, les dirigeants d'Impresit, essayent de constituer un syndicat italien d'entreprises et rejoindre le Syndicat européen fondé en 1932 par les entreprises françaises, allemandes et britanniques. Ils ne réussiront pas et, en fin d'année 1933, Impresit va intégrer le grand consortium international emmené par la société danoise Kampsax (da) à qui le gouvernement de Reza Chah Pahlavi a confié la construction du chemin de fer transiranien. En groupement avec les entreprises italiennes Angiolini Ballocca et Mottura Zaccheo, Impresit a construit, entre 1933 et 1937, dans des conditions très difficiles, 50 km de voies ferrées, 73 tunnels d'une longueur totale de 17 km et 2 km de viaducs. Au total, Impresit mobilisa 10 ingénieurs, une centaine de cadres, 800 ouvriers qualifiés, tous déplacés d'Italie, et 12 000 ouvriers locaux.

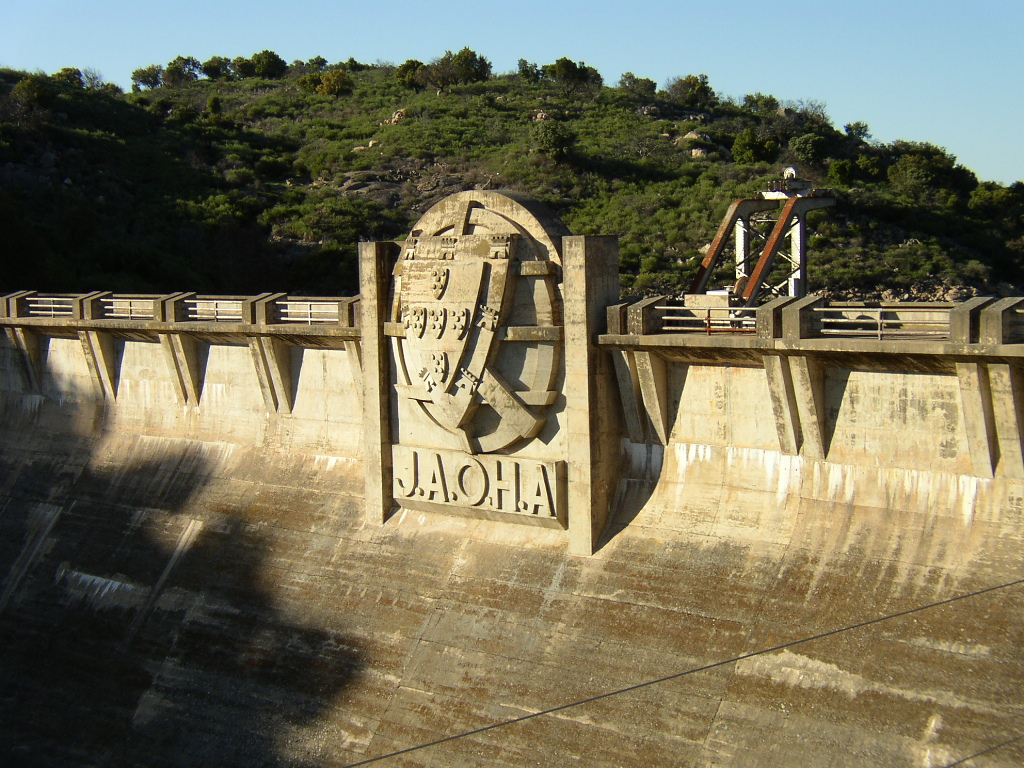
Barrage Maréchal Carmona ou Idanha.

Cet exploit, largement commenté dans le monde, aiguise les ambitions internationales d'Impresit. Malgré son association avec l'entreprise française SGE - Société Générale d'Entreprise, elle n'a pas réussi à remporter le marché du barrage d'Idanha (pt) au Portugal, mais elle s'implante au Liban et en Afrique de l'Est, où, elle va construire 380 km de routes de 1936 à 1940. En 1938, elle remporte d'importants marchés à Bangkok en Thaïlande et en Égypte. La guerre survient et bloque son expansion. Aucun des marchés traités en Perse, Pologne et Allemagne ne démarre en raison de la situation internationale incertaine, des risques d'inflation et des difficultés de transfert des fonds. Même la filiale d'Afrique de l'Est, l'Anonima Strade Africa ne peut concrétiser les espoirs mis en elle.

### Redéploiement après la Seconde Guerre mondiale,
Pendant la Seconde Guerre mondiale et l'immédiat après guerre, Impresit se replie sur le marché italien, répond aux besoins du groupe Fiat (usine de Mirafiori, à partir de 1939), mais aussi pour rappeler sa présence sur les marchés publics italiens (Palais des Sports de Turin, Torino Esposizioni, 1948). Cependant, les dirigeants de Fiat voulaient qu'Impresit constitue le fer de lance du groupe à l'étranger. Ils définirent donc une stratégie à trois volets :
- liquider les opérations non productives en Egypte, en France et au Portugal,
- prospecter de façon plus agressive de nouveaux marchés pour de nouvelles opportunités d'affaires,
- se désengager sans pertes financières d'Iran, d'Afrique orientale et de Turquie, pays où le gouvernement avait nationalisé, au lendemain de la Seconde Guerre mondiale, des usines de production et des réseaux de distribution électrique.

Jusqu'en 1955, l'Egypte a offert d'intéressantes perspectives avec d'importants chantiers hydrauliques mais c'est au Portugal qu'Impresit a obtenu le plus de satisfactions avec la reprise des travaux portuaires. L'entreprise a remporté le marché de l'aéroport de Cabo Ruiro (1944-47), s'associe avec le groupe anglo-portugais "Nuttal-OPCA", pour créer la filiale commune ENO, qui viendra en complément d'EMPORT, la filiale d'Impresit. En 1947, elle fonde l'Empresa Technica Luso-Italiana - ETELI, qui réalise le barrage de Belver (en) sur le Tage (1948-50), puis les galeries de l'usine du barrage de Caniçada (en), les barrages de Picote (1955-57) (en) et de Miranda (1957-62) (en). C'est l'Afrique qui va offrir à Impresit les opportunités de réaliser de très gros ouvrages hors de ses frontières.

### L'Afrique: une implantation progressive
Le continent africain semblait offrir d'importantes perspectives de développement mais, si les besoins étaient immenses, les ressources financières demeuraient très faibles. La réalisation des travaux après avoir remporté le marché restait assez rare. L'opération de Kariba en est le meilleur exemple.
Alors que la reconstruction du patrimoine immobilier italien touche à sa fin, la branche italienne d'Impresit s'intéresse à la construction de barrages et fonda Moviter SpA, une filiale commune avec Montecatini et Dott. Ing. Giuseppe Torno & C. SpA, qui venaient d'achever le barrage de San Valentino dans le Val Venosta. 
En 1951, la filiale française de Fiat Impresit, C.E.G. SA crée une filiale au Maroc qui remporte plusieurs marchés, mais les troubles liés à l'indépendance interrompent les projets et la filiale est liquidée. En 1952, Fiat Impresit et l'entreprise Borini & Prono de Turin obtiennent plusieurs marchés de travaux routiers au Nigeria qui marqueront le point de départ d'une implantation permanente. Entre 1953 et 1957, ils ont construit 830 km de routes, puis plusieurs milliers au cours des décennies suivantes.
En 1954, Fiat Impresit démarre un important chantier de travaux routiers en Ouganda mais l'entreprise espérait toujours emporter un grand appel d'offres international. Ce sera le cas à Kariba en 1955.

### Une alliance fructueuse

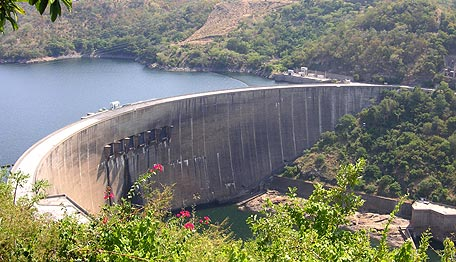
Barrage de Kariba entre la Zambie et le Zimbabwe, un des plus grands au monde.

La reconstruction italienne touche à sa fin et le volume des travaux dans les pays européens dévastés par la Seconde Guerre mondiale se réduisant fortement, les entreprises de travaux publics doivent se reconvertir ou se réorienter vers l'étranger. Ce fut le cruel dilemme auquel se confrontèrent les entreprises comme Girola et Lodigiani, fondées en 1906, spécialisées dans la construction des barrages depuis 1926 et en avaient édifié une trentaine chacune. Elles choisirent de s'associer à Impresit et, en 1955, créent la société Impresit South Africa Ltd, au sein de laquelle elles associèrent le bureau d'ingénieur-conseil Dott. Ing. Giuseppe Torno & C. SpA. La filiale formée en vue de l'obtention des travaux du barrage de Kariba est retenue immédiatement pour réaliser les travaux préparatoires du barrage de Mita Hills en Rhodésie. En 1956, Impresit SA Ltd remporte le marché pour la construction de deux barrages, Gwenoro en Rhodésie et Révuè au Mozambique, achevés en 1957.
En juin 1955, le Fédéral Power Board of Rhodesia and Nyasaland lance un appel d'offres international pour la construction d'un barrage sur le fleuve Zambèze, à la frontière entre les deux Rhodésies. Cet ouvrage est imposant par ses dimensions : 125 m de haut et 615 m de longueur en crête et s'avérera d'une redoutable complexité technique. Il avait été étudié avec soin par trois sociétés d'ingénierie renommées : Coyne & Bellier, Sir Alexander Gibb & Partners (en) et Société générale d'exploitation industrielle - SOGEI. Les travaux sont colossaux : 10,5 millions de m3 de béton pour créer un lac de retenue de 1,8 milliard de m3, soit trente fois le volume du lac de Garde.
Impresit South Africa Ltd ne semblait pas le mieux placé pour emporter le contrat du plus grand barrage du monde. Les travaux préparatoires du barrage et de l'usine avaient été attribués aux entreprises britanniques John Laing & Son pour la route d'accès à la gorge, à Cementation Co. pour la route du barrage et à Richard Costain pour la route d'accès au campement des ouvriers. Aucune de ces entreprises ne considérait les Italiens comme des concurrents sérieux capables, seuls, de réaliser l'ouvrage. Ils avaient tort. En juillet 1956, l'appel d'offres international donne la victoire au consortium italien Impresit Kariba Ltd. Cette victoire s'explique par la garantie et le soutien actif du groupe Fiat, à la qualité des ingénieurs d'Impresit, au niveau du personnel qualifié italien aguerri à ce genre d'ouvrage, à la qualité des nombreux ouvrages déjà réalisés et enfin, à la moindre marge appliquée par Impresit (3 % contre 14 % en moyenne pour les entreprises américaines).

### Kariba: une réalisation difficile
D'un point de vue financier, Kariba représentait le plus gros contrat jamais passé par une entreprise italienne : 81,878 millions de dollars, soit presque le montant cumulé de tous les contrats d'Impresit en Afrique. Un tel effort financier ne pouvait être soutenu par le seul gouvernement rhodésien qui a bénéficié du soutien de la Banque mondiale à hauteur de 35,8 % de l'investissement. 
Les travaux ont posé beaucoup de problèmes. Il fallut d'abord affronter l'hostilité des indigènes qui pensaient que Nyaminyami, le dieu du fleuve, ne laisserait jamais les hommes dominer le Zambèze. Il fallut aussi accueillir sur place les ingénieurs, cadres et ouvriers qualifiés ainsi que leurs familles. Le chantier démarra le 6 août 1956 et monta très rapidement en puissance. L'effectif passa de 100 personnes le premier jour à 2.400 en novembre 1956 et à 6.000 en juin 1958.
Le chantier essuya deux crues terribles dont la plus forte atteignit 16 000 m3s et submergea le chantier. Les dommages furent réparés en quelques mois. Le respect du planning par Impresit a permis de remplir le bassin de retenue dès le 2 décembre 1958 et débuta alors la construction de l'usine qui sera achevée en 1962, usine qui allait permettre de tripler la production électrique du pays. Impresit légua non seulement une infrastructure performante mais aussi une petite ville moderne avec une école et un hôpital. Impresit avait également pris soin de former des équipes de surveillance et de maintenance des installations.

### Montée en puissance et mondialisation de l'activité
Fiat Impresit tire rapidement avantage de sa réussite de Kariba et connaît une forte montée en puissance de son activité. L'entreprise devient un leader européen des travaux publics et développe son activité dans l'ensemble du monde.

#### Fiat Impresit - de l'Afrique au monde
Entre 1960 et 1973, Fiat Impresit connaît une croissance très soutenue de son chiffre d'affaires global : + 13,6 % annuellement. Dès le début de 1958, elle ouvre un bureau à Rome pour avoir un accès plus rapide aux appels d'offres internationaux et reçoit 650 dossiers importants la première année, en sélectionne et fait étudier 92 par ses bureaux d'études de son siège social de Milan, dont une dizaine seront réalisés. Kariba va constituer le point de départ d'une dynamique d'expansion. De 1956 à 1960, le montant des nouveaux contrats ne cesse d'augmenter. Leur montant est multiplié par 1,5 en 1961-65, par 4 en 1966-70 et 4,5 en 1971-1973. Si l'on examine cette évolution sur une base annuelle, le taux de croissance apparaît tout à fait spectaculaire :
| Fiat Impresit Taux de croissance annuel moyen nouveaux contrats (en £ires constantes) |          |          |          |
| Période                                                                               | Global   | Italie   | Étranger |
| 1956-60 à 1961-65                                                                     | + 19,1 % | + 36,4 % | + 16,1 % |
| 1961-65 à 1966-70                                                                     | + 10,1 % | + 5,4 %  | + 11,2 % |
| 1966-70 à 1971-73                                                                     | + 1,3 %  | - 3,6 %  | + 2,2 %  |
| 1956-60 à 1971-73                                                                     | + 10,8 % | + 13,9 % | + 10,4 % |

La forte croissance sur le marché italien s'explique par la faiblesse de l'implantation d'Impresit sur le sol national, l'entreprise ayant été fondée pour réaliser des travaux à l'étranger. En poursuivant son développement, Impresit diversifie de plus en plus son activité :
| Fiat Impresit Distribution des marchés étrangers par secteurs d'activités (1956 à 1973) (en %) |         |         |         |         |
| Secteurs                                                                                       | 1956-60 | 1961-65 | 1966-70 | 1971-73 |
| Barrages                                                                                       | 45,4    | 39,0    | 49,4    | 21,1    |
| Routes                                                                                         | 17,9    | 25,4    | 24,2    | 39,6    |
| Aménag.ts ruraux - Hydrauliques                                                                | 4,1     | 25,5    | 6,1     | 4,7     |
| Bâtiments                                                                                      | 19,1    | 8,1     | 10,6    | 20,0    |
| Ports                                                                                          | 2,3     | 1,8     | 5,9     | 7,6     |
| Chemins de fer                                                                                 | 11,2    | 0       | 2,6     | 2,5     |
| Autres                                                                                         | 0       | 0,2     | 1,2     | 4,5     |

En 1963, Impresit remporte un important marché de travaux hydrauliques en Egypte, achevé en 1966, qui ont permis l'irrigation de 55 080 ha de désert. L'entreprise s'intéresse aussi au bâtiment :
- construction de deux marinas du complexe résidentiel de Fontvieille à Monaco (1966-72) ;
- l'hôpital San Paolo (en) à Addis-Abeba (1967)[39] ;
- le complexe « VA 2 » de l'usine géante AvtoVAZ de Togliattigrad en Russie (1967-70).

Les barrages et les routes sont restées les deux activités principales de l'entreprise. Après Kariba, les entreprises Fiat Impresit, Girola et Lodigiani resserrent leur alliance et fondent, au printemps 1960, une société commune : Impregilo SpA (Impresit-Girola-Lodigiani).
Après la période très faste des barrages, la construction de routes et autoroutes et de viaduc a largement pris le relais. Impregilo s'est illustrée par de très belles réalisations hardies :
- en Italie :
  - autoroute Gênes-Sestri Levante (1964-67),
  - autoroute Salerne-Reggio de Calabre (1968-72),
- à l'étranger :
  - pont de l'Unité Nationale (es) sur le fleuve Guayas en Équateur[42] (1967-70), long de 2.186 mètres,
  - pont suspendu sur le Parana (1968-71), long de 2.760 mètres, relie les provinces du Chaco et de Corrientes en Argentine.

Impresit noue aussi des alliances avec des entreprises italiennes spécialisées ayant déjà opéré dans le pays : Impresit — Recchi en Afrique de l'Est, Borini & Prono et Astaldi en Afrique de l'Ouest, Sicyc Sideco au Chili et en Argentine. En Italie, elle rachète des entreprises comme Moviter ou Compagnia Italiana Strade (CIS).
Les dirigeants d'Impresit avaient beaucoup misé sur l'Afrique où les projets importants engagés bénéficiaient de financements internationaux et allaient orienter le développement de la société vers d'autres parties du monde, l'Amérique Latine, le Moyen-Orient et l'Extrême-Orient dès le milieu des années 1960.
| Fiat Impresit Distribution géographique des grands contrats (1956 à 1973) hors Italie (en %) |         |        |                  |                 |      |
| Années                                                                                       | Afrique | Europe | Amérique du Nord | Amérique du Sud | Asie |
| 1956-60                                                                                      | 63,5    | 5,9    | -                | 15,2            | 15,4 |
| 1961-65                                                                                      | 17,9    | 3,4    | -                | 11,3            | -    |
| 1966-70                                                                                      | 4,1     | 9,1    | -                | 35,2            | 36,2 |
| 1971-73                                                                                      | 19,1    | 16,4   | 7,1              | 31,2            | 2,1  |

L'instabilité politique dans de nombreux pays d'Afrique noire augmentant et la situation se dégradant sérieusement en Afrique du Nord et dans les pays islamiques obligea les dirigeants d'Impresit à se réorienter vers les pays d'Amérique Latine où l'on observait une reprise de l'économie et vers l'Australie, le Canada et le Sud-Est asiatique. Au Canada, Impresit a participé à la réalisation du grand projet énergétique de la Baie James et au métro de Montréal. Au Brésil, au Pérou et en URSS, Impresit tira avantage de sa réputation en matière de construction de barrages pour remporter d'importants marchés.
Impresit s'est illustrée avec la construction de nombreux ouvrages hydroélectriques, parmi lesquels celui, colossal, de Tarbela. Entre 1957 et 1973, Impresit participa, souvent comme pilote technique et financier, à la construction des quinze plus grands barrages sur les quatre continents :
| Fiat Impresit Liste des barrages (1957 à 1980) |         |                               |         |
| Barrages (Pays)                                | Dates   | Barrages (Pays)               | Dates   |
| Miranda (Portugal)                             | 1957-60 | Tarbela (Pakistan)            | 1968-77 |
| Koka (Éthiopie)                                | 1957-68 | El Chocon (Argentine)         | 1968-73 |
| Dez (Iran)                                     | 1960-63 | Regna (Portugal)              | 1968-73 |
| Akosombo (Ghana)                               | 1961-66 | Kossou (Côte d'Ivoire)        | 1969-73 |
| Roseires (Soudan)                              | 1961-66 | Chivor (Colombie)             | 1970-75 |
| Mont-Cenis (France)                            | 1963-68 | Planicie Baderita (Argentine) | 1973-80 |
| Keban (Turquie)                                | 1963-68 | Itezhitezhi (Zambie)          | 1973-77 |
| Mantaro (Pérou)                                | 1966-73 | Sao Simao (Brésil)            | 1973-79 |

En 1961, pour répondre à plusieurs appels d'offres internationaux, Impresit s'associe à Cogefar, un de ses principaux concurrents, et au cabinet d'ingénierie Italconsult. En 1962, Impresit et Italconsult créent la Società Bonifica, qui obtient de très importants travaux d'irrigation hors d'Italie, en Égypte, en Arabie Saoudite, en Syrie avec le projet d'irrigation et de drainage du bassin de Balikh, puis ceux de la Vallée de Disi en Jordanie. Impresit remporte le marché pour l'aménagement de la vallée de Dez en Iran et participe à l'énorme chantier du Rima-Sokoto Basin Project, débuté en 1975 au Nigéria ainsi que la construction du barrage et de l'usine hydroélectrique de Kainji sur le Niger, un ouvrage mixte en béton (11 650 millions de m3) et en enrochements (74,16 millions de m3) plus une usine souterraine de 960 MW installés.
Impresit est également l'auteur du sauvetage des temples d'Abou Simbel en Égypte en 1968.
En 1989, Impresit fusionne avec son concurrent Cogefar pour donner naissance au groupe Cogefar-Impresit qui, en 1995, avec l'intégration des entreprises Girola et Lodigiani devient Impregilo. La société de constructions est devenue un puissant groupe polyvalent qui assure la conception et la réalisation d'ouvrages de génie civil mais aussi d'installations techniques. En 1995, le groupe rachète les sociétés Italimpianti et Sfisa qui lui permettra de revenir dans le secteur de la gestion autoroutière avec la création de Siway SpA. Mais, à la suite de la législation italienne imposant qu'« aucune entreprise de travaux publics ne peut être aussi gestionnaire d'autoroute », elle vend Siway en 1997 à la société ASTM S.p.A. la société des autoroutes Turin-Milan, du Val d'Aoste et vers Gènes. Le groupe ASTM SpA dispose ainsi du second réseau italien avec 1 000 km d'autoroutes en 1997.

## Composition du groupe
De simple entreprise de génie-civil, Fiat Impresit est très vite devenu un groupe à part entière. En 1986, avec 3 250 salariés à temps plein (hors ouvriers temporaires sur les chantiers étrangers) son chiffre d'affaires consolidé s'élevait à 1 676 milliards £ires et son carnet de commandes à 2 100 milliards £ires. 
Les grands ouvrages de génie-civil ont été étudiés en interne avec les équipes de Fiat Engineering et ses filiales :
- Transystem SpA - ingénierie des systèmes de transports en commun (métro, trams et réseaux de banlieue) ;
- Spo SpA - ingénierie pour les plans sanitaires, constructions d'hôpitaux et unités sanitaires mobiles ;
- Seac Airport Engineering SpA - ingénierie aéroportuaire.

Les filiales du groupe de construction Fiat Impresit :
- Impreinvest ;
- Italconsult ;
- Nuovo Castoro ;
- SES ;
- Italpark ;
- Sago ;
- Tecnomare ;
- Italimpresit ;
- Imprefeal ;
- CIS & ICIS ;
- Imprestirling ;
- Impresit Bakolori ;
- Impresit-Sideco (Argentine) ;
- Tesco ;
- Borini Prono (Nigéria) ;
- Sacop ;
- Socomet ;
- Ba.Ta ;
- Intermetro.

## Fiat Siway
En 1996 Fiat Group, via sa filiale Fiat Impresit, fonde la société Siway, qui va lui permettre de revenir dans le secteur de la gestion autoroutière. Mais, à la suite de la législation italienne (aucune entreprise de travaux publics ne peut être aussi gestionnaire d'autoroute), elle est obligée de vendre Siway en 1997 à la société ASTM S.p.A. 

## Principaux ouvrages réalisés par Impresit
Les projets dans lesquels Impresit a participé comprennent des bâtiments de services publics, des autoroutes, des aéroports, des systèmes de transport et d'approvisionnement en eau, l'élimination des déchets, les hôpitaux et l'aménagement du territoire. Les projets les plus importants sont : 
- Barrage de Kariba à la frontière Zimbabwe/Zambie (1955-59, Rhodésie du Sud)[46] ;
- Barrage de Dez (1959-62, Iran)[47]  ;
- Sauvetage des temples d'Abou Simbel (1964-68, Égypte)[48]  ;
- Barrage de Tarbela au Pakistan (1976)[49] ;
- Barrage de Roseires sur le Nil Bleu (Soudan) ;
- Route d'accès couverte au Tunnel du Grand-Saint-Bernard, coté italien ;
- Autoroute A6 Turin-Savone ;
- Usines automobiles Fiat dans le monde : Lingotto, Mirafiori, Rivalta, Seat Barcelone, VAZ-Lada (URSS) ;
- Palais du Ministère des Affaires étrangères d'Alger ;
- Autoroute Kinali Sokarya dans le Bosphore, Turquie ;
- Barrage de Taabo (1975-78, Côte d'Ivoire) ;
- LGV "Direttissima" Florence-Rome (1970/77, Italie) ;
- Système d'irrigation barrage de Bakolori (en) (1974-78, Nigéria) ;
- Centrale nucléaire d'Atucha (1968-73, Argentine) ;
- Port de Mogadiscio (Éthiopie) ;
- Aéroport de Cabo Ruiro, (1944-47, Portugal) ;
- Barrage de Belver (en) sur le Tage (1948-50, Portugal).

## Sources
- (it) Chronologie groupe Fiat 1899-1932
- (it) .
- (en) Dominique Barjot, « La percée internationale du génie civil italien : l'exemple d'Impresit (1929-1973) », 2002